# ウマウマラーメン
「ウマウマラーメン」は、1991年10月 - 11月、NHKの「みんなのうた」で放送された曲。作詞：西尾尚子、作曲：三枝成彰、編曲：堀井勝美。歌：亀丘理絵。

## 概要
インスタントラーメンを題材にした歌で、留守番のパパと「ぼく」が奮闘して作る様子を歌った。作ってる時は殆どが台詞だけの曲。
映像は、西内としおが制作したアニメーション。
なお、TVでの「みんなのうた」の歌手・制作テロップは、通常は歌冒頭に映すのだが、本曲はイントロ部が非常に短いので、間奏部に映している。
2014年6月 - 7月に再放送され、5年後の2019年4月 - 5月にもラジオのみで再放送。